# Stefan de Walden
Stefan de Walden (ur. 27 grudnia 1896, zm. 17 stycznia 1976 w Gdyni) – oficer Polskiej Marynarki Wojennej, uczestnik obu wojen światowych i wojny polsko-bolszewickiej, podczas obrony Wybrzeża w 1939 roku dowódca kontrtorpedowca „Wicher”, kawaler Orderu Virtuti Militari.

## Życiorys
W 1917 roku Stefan de Walden ukończył Morski Korpus Kadecki w Petersburgu i rozpoczął służbę w Marynarce Wojennej Rosji, w stopniu miczmana. Był w składzie załogi krążownika „Askold”, ogarniętej rewolucyjnymi nastrojami i został przez nią chwilowo wybrany dowódcą okrętu. W marcu 1919 roku przedostał się do Polski i został przyjęty do tworzącej się Marynarki Wojennej, w stopniu porucznika marynarki (zweryfikowanym w czerwcu 1921 roku ze starszeństwem z dniem 1 czerwca 1919). Początkowo służył w batalionie morskim w Modlinie, następnie we Flotylli Pińskiej. W czasie zaślubin z morzem był wśród oficerów towarzyszących generałowi Hallerowi.
Podczas wojny polsko-bolszewickiej był dowódcą motorówki pancernej MP-1, prowadzącej działania na Prypeci i Dnieprze. Wziął udział w starciu pod Czarnobylem z okrętami bolszewickiej Flotylli Dnieprzańskiej 27 kwietnia 1920 roku, zakończonym zatopieniem jednej z bolszewickich kanonierek. Podczas odwrotu dowodził holownikiem amunicyjnym „Leon”, który został zatopiony przez własną załogę na Prypeci. W dalszym ciągu wojny walczył w składzie Flotylli Wiślanej. W 1922 roku służył przejściowo w Kierownictwie Marynarki Wojennej (KMW).
W 1925 roku powrócił na morze, jako oficer wachtowy kanonierki „Komendant Piłsudski”, w stopniu kapitana marynarki, później oficer nawigacyjny na „Wilii”. W latach 1928–1930 ponownie był w KMW, 1930–1933 jako drugi dowódca żaglowca szkolnego „Iskra” uczestniczył w rejsach na Kubę i do Stanów Zjednoczonych (pierwszy transatlantycki rejs polskiego okrętu wojennego), na Morze Śródziemne oraz do Casablanki i na Azory. 1 stycznia 1932 roku został awansowany do stopnia komandora podporucznika. W 1934 roku ożenił się. Rok później objął stanowisko zastępcy komisarza ds. morskich w Komisariacie Generalnym RP w Gdańsku, a następnie szefa sztabu Dowództwa Obrony Wybrzeża. 1 kwietnia 1938 roku został mianowany dowódcą kontrtorpedowca „Wicher”, 19 marca 1939 roku awansowany do stopnia komandora porucznika.
Na pokładzie „Wichra” wziął udział w pierwszych dniach walk w obronie Wybrzeża. 3 września 1939 roku stoczył pojedynek artyleryjski z dwoma niemieckimi niszczycielami. Tego samego dnia po południu „Wicher” został zatopiony bombami samolotów Luftwaffe. Do kapitulacji Helu uczestniczył w jego obronie, jako szef komunikacji. Nocą z 1 na 2 października, dowodząc grupą oficerów, podjął próbę przedarcia się przez niemiecką blokadę półwyspu na pokładzie kutra „Hel-117”. Wzięty do niewoli, do 30 stycznia 1945 roku przebywał w oflagach XVIII A Lienz i II C Woldenberg. Po wyzwoleniu powrócił do służby w PMW, jeszcze w 1945 roku został szefem Oddziału Marynarki Wojennej przy Sztabie Generalnym w Warszawie. W 1947 roku przewodniczył misji morskiej w Londynie, prowadząc rozmowy w sprawie powrotu do kraju pozostających tam polskich okrętów. 27 czerwca tego roku podpisał protokół odbioru niszczyciela „Błyskawica” i na jego pokładzie popłynął do Polski. Również w 1947 roku awansował do stopnia komandora oraz powrócił do służby w Sztabie Generalnym.
W 1948 roku opublikował w „Przeglądzie Morskim” artykuł Ostatnie dni „Wichra” 30 VIII–3 IX 1939. Po powrocie na Wybrzeże został szefem Oddziału Historycznego w Sztabie Głównym Marynarki Wojennej. Przeszedł do rezerwy w stopniu komandora, po czym rozpoczął pracę w Urzędzie Morskim w Gdyni, jako naczelnik wydziału. Był również ławnikiem Izby Morskiej. Zmarł w 1976 roku i został pochowany na cmentarzu Srebrzysko w Gdańsku (rejon IX, taras III wojskowy-3-8).

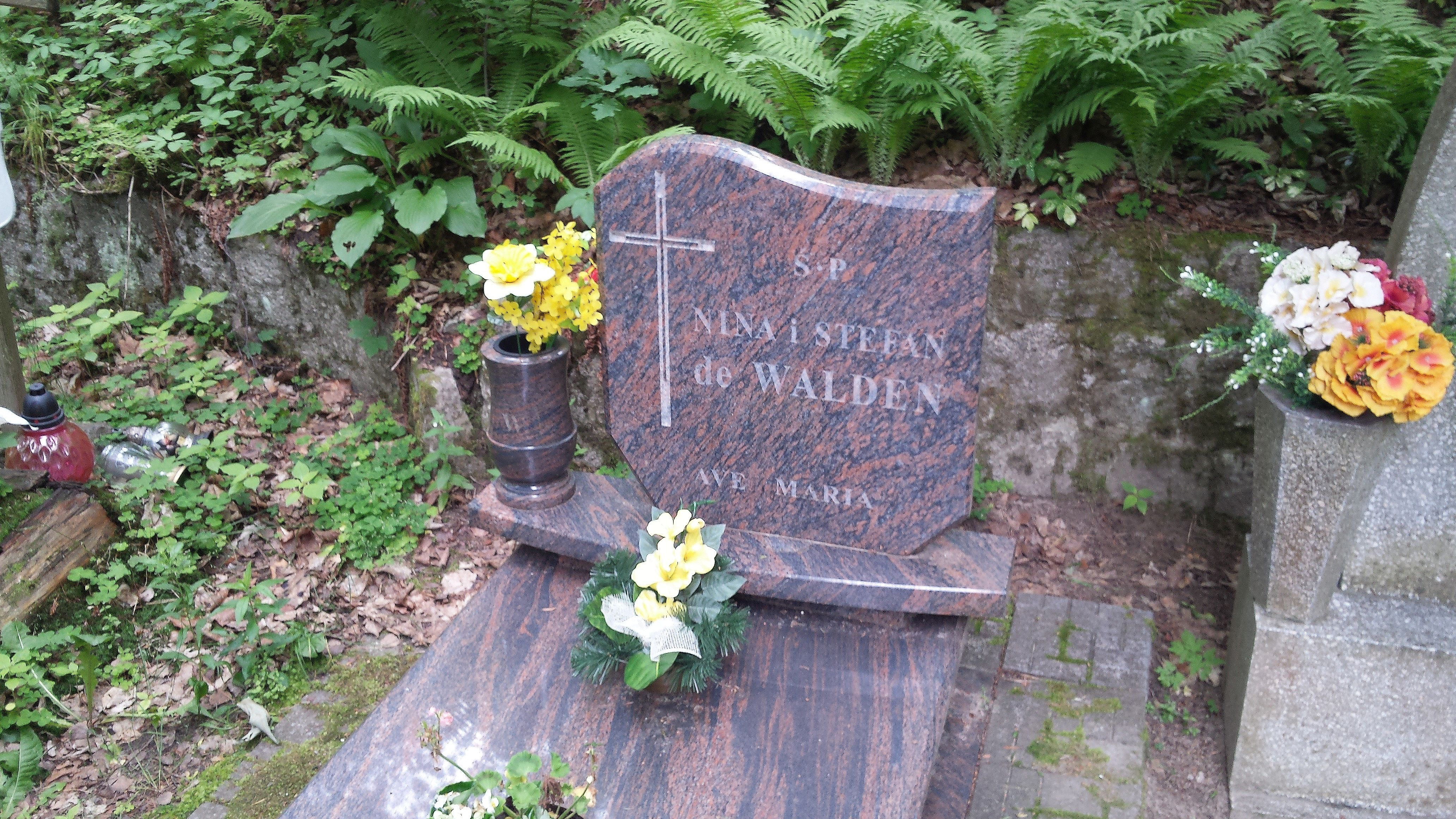
Grób kmdra Stefana de Waldena na Cmentarzu Srebrzysko

## Ordery i odznaczenia
- Krzyż Srebrny Orderu Wojskowego Virtuti Militari (1921) nr 3226[3][4]
- Złoty Krzyż Zasługi (10 listopada 1938)[5]
- Krzyż Walecznych[6]
- Medal Pamiątkowy za Wojnę 1918–1921 (1928)
- Medal Dziesięciolecia Odzyskanej Niepodległości (1928)
- Order Alauitów (Wissam al-Alaoui) (Maroko, 1933)
- Kawaler I Klasy Orderu Miecza (Szwecja, 1933)[7]
- Oficer Orderu Trzech Gwiazd (Łotwa, 1934)[8]